# Blusgasinstallatie

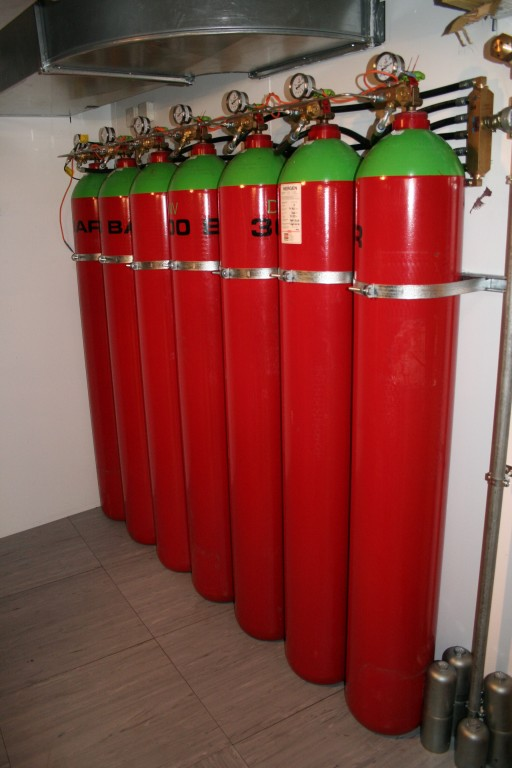
Gasflessen van een blusgasinstallatie

Een blusgasinstallatie is een gebouwinstallatie die door het inblazen van een bepaalde soort gas ervoor zorgt dat brand wordt geblust om materiële schade te voorkomen. Een blusgasinstallatie bestaat uit automatische brandmelders, gasflessen, leidingen en inblaaskoppen (nozzles). Bij detectie van brand worden ook de gebruikers van het pand gewaarschuwd om de ruimten of het gehele gebouw te ontruimen. Het voordeel van een blusgasinstallatie ten opzichte van sprinklers is dat een blusgasinstallatie geen schade veroorzaakt bij elektrische apparatuur en papieren documenten. Om die reden worden blusgasinstallaties toegepast bij bijvoorbeeld archieven, machinekamers van schepen, server-ruimten en datacenters.
Voor een goede werking moet de betreffende ruimte voldoende kierdichting hebben en voorzien zijn van deuren met deurdrangers. Ook moet er mechanische afzuiging aanwezig zijn om de gassen af te voeren nadat het brandgevaar is geweken. In veel gevallen is brandweerinzet noodzakelijk, want als de blusgasinstallatie uitgaat dan kan de brand weer opnieuw ontstaan als de ontstekingsbron nog aanwezig is.

## Gebruikte gassen
Er zijn verschillende soorten gassen die toegepast worden bij blusgasinstallaties. Sommige toegepaste gassen reduceren het zuurstofgehalte in de ruimte, zodat de brand wordt gesmoord, omdat zuurstof noodzakelijk is voor verbranding. Andere toegepaste gassen fungeren als negatieve katalysator. Een katalysator is een stof dat een bepaalde chemische reactie beïnvloedt zonder zelf onderdeel te zijn van de reactie. 
De volgende gassen worden toegepast bij blusgasinstallaties:
- Toepassing van koolstofdioxide zorgt dat de zuurstof wordt verdrongen. Dit heeft het nadeel dat het dodelijk is voor mensen, omdat het zuurstof verdringt.
- Met inergen (een combinatie van argon en stikstof) wordt de zuurstofconcentratie verlaagd in die mate dat de brand geblust wordt, terwijl het mogelijk is voor mensen om een beperkte tijd in de ruimte te overleven. Bij inergen moet een grote hoeveelheid gas worden toegepast en moet opgelet worden dat de atmosferische druk in de ruimte niet te hoog wordt.
- FM 200 werkt als negatieve katalysator, waarbij energie wordt onttrokken aan de brand. Er is een lagere hoeveelheid nodig dan koolstofdioxide en inergen, zodat er ook minder druk ontstaat.
- Novec 1230 heeft een grote bluskracht en werkt op basis van warmteabsorptie en als negatieve katalysator. Ook is het niet dodelijk voor mensen.
- Vroeger werd Halon gebruikt bij blusgasinstallaties, maar gebruik van Halon is verboden wegens nadelige effecten op de ozonlaag.